# Bugac
Bugac este un sat în districtul Kiskunfélegyház, județul Bács-Kiskun, Ungaria, având o populație de 2.759 de locuitori (2011). 

## Demografie
Componența etnică a satului Bugac
     Maghiari (98,28%)
     Necunoscut (0,34%)
     Alții (1,38%)
Componența confesională a satului Bugac
     Romano-catolici (71,29%)
     Fără religie (6,81%)
     Reformați (3,99%)
     Necunoscută (17,65%)
     Alte religii (1,45%)
Conform recensământului din 2011, satul Bugac avea 2.759 de locuitori. Din punct de vedere etnic, majoritatea locuitorilor (98,28%) erau maghiari. Apartenența etnică nu este cunoscută în cazul a 0,34% din locuitori.  Din punct de vedere confesional, majoritatea locuitorilor (71,29%) erau romano-catolici, existând și minorități de persoane fără religie (6,81%) și reformați (3,99%). Pentru 17,65% din locuitori nu este cunoscută apartenența confesională.